# Tennis Channel Open 1999
Il Tennis Channel Open 1999 è stato un torneo di tennis giocato sul cemento.
È stata la 12ª edizione del Tennis Channel Open,che fa parte della categoria International Series nell'ambito dell'ATP Tour 1999.
Si è giocato a Scottsdale in Arizona dal 1º marzo all'8 marzo 1999.

## Campioni

### Singolare
Jan-Michael Gambill ha battuto in finale  Lleyton Hewitt con il punteggio di 7–6 (7-2), 4–6, 6–4

### Doppio
Justin Gimelstob /  Richey Reneberg hanno battuto in finale  Mark Knowles /  Sandon Stolle con il punteggio di 6–4, 6–7 (4–7), 6–3